# سلطان خاتون (ابنة محمد الأول)
سلطان خاتون أميرة عثمانية من السلالة العثمانية الحاكمة و ابنة السلطان العثماني محمد الأول.

## زواجها
تزوَّجت سلطان خاتون من الأمير قاسم بك بن إسفنديار الجندرلي.

## وفاتها
توفيت سلطان خاتون و دُفنت في تُربة والدها بِبورصة.